# 盆栽博物館 (マラガ県)
盆栽博物館（スペイン語: Museo del Bonsái）は、スペイン・アンダルシア州マラガ県マルベーリャにある博物館。

## 展示内容
この私立の盆栽博物館は、マルベーリャ市内のレプレサ小川公園（Parque Arroyo de la Represa）内に所在する。博物館には、森の植物の盆栽が展示されている。中には、マルベーリャ付近では絶滅の可能性が懸念されている、マルベーリャ付近で採取された植物の盆栽も含まれる。なお、以前は樹齢300年の野生のオリーブの木で知られていた場所でもあり、オリーブの木も展示されている。また、ハックルベリー（almez）でも知られていた。